# ألكسيس سيرريتوس
ألكسيس سيرريتوس (بالإسبانية: Alexis Cerritos؛ بالإنجليزية: Alexis Cerritos) هو لاعب كرة قدم أمريكي وسلفادوري في مركز الوسط، ولد في 2 أكتوبر 2000 في سان خوسيه في الولايات المتحدة. لعب مع C.F. Pachuca (women) ‏.

## وصلات خارجية
- ألكسيس سيرريتوس على موقع إي إس بي إن إف سي (الإنجليزية)
- ألكسيس سيرريتوس على موقع قاعدة بيانات كرة القدم.إي يو (الإنجليزية)
- ألكسيس سيرريتوس على موقع ناشيونال فوتبول تيمز (الإنجليزية)
- ألكسيس سيرريتوس على موقع Soccerway.com (الإنجليزية)